# Diecéze Piazza Armerina
Diecéze Piazza Armerina (latinsky Dioecesis Platiensis) je římskokatolická diecéze na italské Sicílii, která tvoří součást Církevní oblasti Sicílie. Je sufragánní vůči arcidiecézi agrigentské.

## Stručná historie
Již v roce 1778 chtěl král Ferdinand I. Neapolsko-Sicilský rozmnožit počet sicilských diecézí. Po napoleonských válkách tak byly založeny diecéze Caltagirone (1816) a v roce 1817 Nicosia a Piazza Armerina. Piazza Armerina byla původně podřízena jako sufragánní arcidiecézi Monreale, ale když se v roce 1844 staly metropolitní arcidiecézí Syrakusy, stala se součástí jejich provincie. Až v roce 2000 se stala sufragánní vůči arcidiecézi agrigentské.